# Ultima Vez
 (août 2025).
Si vous disposez d'ouvrages ou d'articles de référence ou si vous connaissez des sites web de qualité traitant du thème abordé ici, merci de compléter l'article en donnant les références utiles à sa vérifiabilité et en les liant à la section « Notes et références ».
Ultima Vez est une compagnie de danse contemporaine, fondée en 1986 par le danseur et chorégraphe belge Wim Vandekeybus.

## Principales chorégraphies
- 1987 : What the Body Does Not Remember
- 1989 : Les Porteuses de mauvaises nouvelles
- 1990 : The Weight of a Hand
- 1991 : Immer das selbe gelogen
- 1993 : Her Body Doesn't Fit Her Soul
- 1994 : Mountains Made of Barking
- 1995 : Alle Grossen decken sich zu
- 1996 : Bereft of Blissful Union
- 1997 : Seven for a Secret Never to Be Told
- 1999 : In the Spite of Wishing and Wanting
- 2000 : Inasmuch as Life Is Borrowed
- 2001 : Scratching the Inner Fields
- 2002 : Blush
- 2003 : Sonic Boom
- 2005 : Puur
- 2006 : Spiegel
- 2008 : Menske
- 2010 : What's the Prediction
- 2015 : Speak Low If You Speak Love